# Le preziose ridicole
Le preziose ridicole (Les Précieuses ridicules) è una commedia in prosa di Molière.
È l'opera che lo rivelò come genio comico e come artefice del superamento della commedia dell'arte.
L'autore scelse per la sua comicità una situazione del momento, ovvero la preziosità del barocco intrecciata con l'abuso della raffinatezza: il nome di una delle due protagoniste, Magdelon, rimanda a quello di Madeleine de Scudéry.

## Trama
Le cugine Magdelon e Cathos sono due ragazze borghesi che arrivano a Parigi per scoprire il mondo aristocratico. Vengono avvicinate da due gentiluomini, che però esse allontanano con fare snob. Quando questi ultimi capiscono che le ragazze sono in realtà solo due provinciali, travestono due loro servi da gransignori. Le ragazze credendoli tali li assecondano, nella speranza di poter entrare grazie a loro nell'alta società, ma arrivano i due gentiluomini che palesano la burla facendo fare una figura meschina alle due giovani.

## Prima rappresentazione
La "prima" assoluta si tenne nel 1659 a Parigi, con Madeleine Béjart e Catherine De Brie protagoniste; gli attori La Grange e Du Croisy impersonavano i due pretendenti respinti, loro omonimi, mentre Molière recitò nel ruolo del servo di uno di essi, Mascarille.

## Fortuna della commedia
- Il compositore Felice Lattuada si ispirò alla commedia di Molière per realizzare nel 1929 l'opera lirica omonima, su libretto di Arturo Rossato.